# Elecciones generales de Santa Lucía de 1969
Elecciones generales tuverion lugar en Santa Lucía el 25 de abril de 1969. El resultado fue una victoria para el Partido Unido de los Trabajadores de Santa Lucía, el cual obtuvo seis de diez escaños. La participación electoral fue de 53,2%.

## Resultados
| Partido                                          | Votos  | %    | Escaños | +/– |
| ------------------------------------------------ | ------ | ---- | ------- | --- |
| Partido Unido de los Trabajadores de Santa Lucía | 13 328 | 58,1 | 6       | 0   |
| Partido Laborista de Santa Lucía                 | 8 271  | 36,1 | 3       | +1  |
| Otros partidos                                   | 1 343  | 5,9  | 1       | –1  |
| Votos en blanco/nulos                            | 950    | –    | –       | –   |
| Total                                            | 23 892 | 100  | 10      | 0   |
| Electores registrados/participación              | 44 868 | 53,2 | –       | –   |
| Fuente: Nohlen                                   |        |      |         |     |